# Zorzines stataria
Zorzines stataria är en fjärilsart som beskrevs av Inoue 1988. Zorzines stataria ingår i släktet Zorzines och familjen nattflyn. Inga underarter finns listade i Catalogue of Life.